# Biała Wola
Biała Wola est un village polonais de la voïvodie de Varmie-Mazurie, dans le powiat de Lidzbark.